# 什魯斯伯里和阿查姆 (英國國會選區)
什魯斯伯里和阿查姆（英語：Shrewsbury and Atcham），英國國會一郡選區，位於英格蘭什羅普郡西部，與什魯斯伯里-阿查姆同域。
本區創設於1945年，一直支持保守黨。1997年工黨才首次當選，但2005年保守黨的丹尼爾·卡夫琴斯基奪回議席。他在2010年大選以43.9%選票成功連任。